# Dan Gadzuric

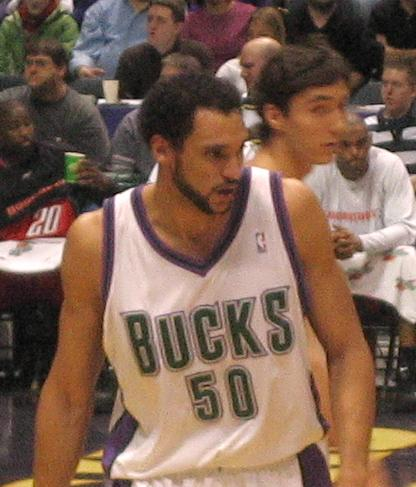
Imagem do Jogador Holandês Dan Gadzuric.

Dan Gadzuríc nasceu no dia 2 de Fevereiro de 1978 na cidade de Haia nos Países Baixos. É um jogador profissional de basquetebol de nacionalidade neerlandesa que atualmente defende o Milawukee Bucks da NBA.